# Alain Laurent (théâtre)
Pour les articles homonymes, voir Laurent et Alain Laurent (homonymie).
 (juillet 2025).
 (mai 2025).
Si vous disposez d'ouvrages ou d'articles de référence ou si vous connaissez des sites web de qualité traitant du thème abordé ici, merci de compléter l'article en donnant les références utiles à sa vérifiabilité et en les liant à la section « Notes et références ».
Alain Laurent Barbé, dit Alain Laurent, est un musicien, comédien et auteur dramatique français né le 7 juin 1948 à Tarbes et mort le 8 novembre 1991 à Paris.

## Biographie
Né d'une famille cultivée et musicienne, il commence très jeune des études musicales et obtient, à 13 ans, un 1er prix d’excellence de violon et deux premiers prix nationaux pour l’émission ORTF Au Royaume de la Musique - violon et musique de chambre élève de Noella Cousin.
Après un baccalauréat de philosophie, il intègre à l'université de Bordeaux l’I.U.T. pour devenir animateur culturel.
Spectacles avec le Théâtre Universitaire (le prix de la Révolte au Marché Noir de D. Dimitriadis et un Ubu sur la Butte présenté au Festival SIGMA).
Spectacles avec le théâtre de l’Enfance et de la Jeunesse Turandot de C. Gozzi.
Après avoir joué quelques rôles à Bordeaux Le Barbier de Séville, L'Arlésienne...
Il est engagé au théâtre d'Art de Bruxelles pour jouer le rôle de Lotar dans Bacchus de Cocteau, Puis, avec la même compagnie, Le Carrosse du Saint-Sacrement de Mérimée.
Ensuite, il est engagé au centre dramatique national de Franche-Comté, dirigé par André Mairal, un pionnier de la décentralisation comme comédien non permanent jusqu’en 1978. Il joue dans L'École des femmes de Molière (le rôle d'Horace), Histoire du soldat de Ramuz et Stravinsky, Hasek, Prévert, Le Gardien de Pinter. Il a composé la musique d'Oncle Vania de Tchékhov. Il a dessiné l'affiche de Victor Haïm (Comment harponner le Requin), etc.
Il fait des tournées en France, en Belgique, en Allemagne et en Suisse...
En 1973, il joue en création au Théâtre National de l’Odéon, Tu connais la musique de Robert Abirached, mise en scène Dominique Houdard avec Philippe Avron et Claude Evrard.
1975 : En r'venant de l'expo de Jean-Claude Grumberg, mise en scène Jean-Pierre Vincent, Théâtre national de l'Odéon
Au Festival du Marais, Éric Westphal qui cherchait un altiste pour faire jouer Mozartement vôtre engagea Alain qui savait jouer de cet instrument et qui créa le rôle d'Alto. La pièce a été jouée aussi au Lucernaire et dans d'autres théâtres. Alain jouera souvent cette pièce durant sa carrière.
En 1976, La Paix d’Aristophane à la comédie de Caen, mise en scène de Michel Dubois.
En 1978, Mozartement vôtre est tourné pour Antenne 2 par Pierre Cavassilas avec Maurice Baquet dans le rôle de Cello.
En 1981, L’Héritier de village de Marivaux, Les Fourberies de Scapin, La Farce du pôvre Johan pour le Festival de Verderonne, avec Marthe Villalonga, direction Roland Bourguignon.
Puis, au théâtre Edouard VII et pour deux ans Deburau de Sacha Guitry, mise en scène de Jacques Rosny avec Robert Hirch dans le rôle principal.
Réalisation pour TF1 par Jean Prat.
À plusieurs reprises, il a l'occasion de travailler avec Maurice Jacquemont.
Depuis 1971, il participe aux spectacles du mois d’août au théâtre du Vieux Quartier à Montreux, comme comédien et décorateur. Il joue des pièces de Feydeau, Labiche, Barillet et Gredy, André Roussin ainsi que des pièces de boulevard…
Parallèlement à sa carrière de comédien, il consacre le plus de temps possible à l’écriture.
En 1972, il coécrit avec Théo Jehane Les Pantins musiciens, spectacle pour enfants, joué au théâtre et réalisé pour TF1 par Georges Paumier.
Il écrit un grand nombre de poèmes et des chansons dont Fragile et Overdose qui seront chantées et gravées sur CD en Suisse par Françoise Frelat, et diffusées sur radio Sottens.
En 1982, il écrit un synopsis de film, Rendez-vous au point d’Orgue (non exploité) puis La dernière course, un court métrage pour la télévision (commande de Bruno Gantillon).
En 1983 il met un point final à sa pièce Jardin sous la pluie, une pièce en trois actes sélectionnée par le club des auteurs de la S.A.C.D, lue au théâtre Essaïon par H. Virlojeux, réalisée pour France Culture, par Arlette Dave, avec Claude Piéplu, Madeleine Barbulée, Henri Courseaux, Marthe Villalonga. Il obtient l’aide à la création du Ministère de la Culture.
En 1985, création au théâtre du Petit Odéon avec Jean-Marie Proslier, Christian Rauth, Janine Souchon, Perrette Souplex, mise en scène Théo Jehanne.
En 1986, il écrit la Lettre d’une inconnue, pièce en 7 tableaux, remarquable adaptation théâtrale de la nouvelle de Stefan Zweig. Réalisation France Culture, par Arlette Dave avec Martine Chevallier, J. Martin, Bruno Devoldère. 
La pièce obtient l’aide à la création du Ministère de la Culture.
En 1987, création au théâtre de la Huchette, mise en scène par Marcel Cuvellier avec Nicole Dubois, Bernard Jousset, Jean Gabriel Nordman.
Entretemps, il joue Comme il vous plaira de Shakespeare au théâtre national de Chaillot, sous la direction de Pierre Debauche.
Puis, La perle de la Canebière de Labiche, théâtre 71 de Malakoff (en banlieue parisienne) dirigé par Pierre Ascaride qui fut son premier professeur de théâtre à Tarbes.
En 1985-1986, il joue à Paris et en tournée  dans Ma famille revue de Edouardo de Filippo, adaptée par Pierre Ascaride avec sa sœur Ariane dans la distribution. Avant scène No 779.
En 1987, On ne badine pas avec l’amour de Musset au théâtre de Cergy Pontoise, jeune théâtre National dirigé par Viviane Théophilidès.
En 1988, une troisième pièce Fritz ou la nuit est aussi un soleil, diffusée par France Culture, réalisation Anne Lemaître avec Bernard Rousselet, Catherine Rich, Pierre Vernier, François Marthouret, Françoise Seigner, Annick Alane, J.Daumas, pièce qui relate les dix dernières années du philosophe Friedrich Nietzsche, son entourage familial, la folie, la mort. Mais elle fait découvrir le musicien et compositeur que fut Nietzsche, ses rapports avec les autres compositeurs de l’époque et surtout Wagner. Alain Laurent a beaucoup travaillé avec Agnès de Brunhof pour le choix des œuvres qui servent de liens entre les différents tableaux de la pièce.
Au Festival de Montreux en cet été 1989, il joue dans la célèbre pièce de Peter Ustinov Photo finish dans le rôle de Samuel.
L’auteur venu voir jouer la pièce qui se donnait aussi en Russie, mit en contact les deux troupes et favorisa un échange culturel avec le théâtre Lensoviet à Leningrad, dirigé par le célèbre Igor Vladimirov.
En 1990, la troupe de Montreux va jouer La belle vie de Jean Anouilh en Russie.
En 1991, L’illusion des beaux jours, dernière pièce d’Alain Laurent qui assista durant l’été à son enregistrement sur France Culture, réalisation Claude-Roland Manuel avec Éléonore Hirt, Michel Vitold, avant de partir en Abkasie (Russie) au théâtre de Soukoumi jouer dans Folie Feydeau.
Décédé le 8 novembre 1991, Alain Laurent ne vit jamais jouer L’illusion des beaux jours qui fut créé au Festival d’Avignon en 1997 par la compagnie Pierre Humbert, centre dramatique national de Champagne-Ardenne,
puis reprise à Paris au théâtre de Proposition et toujours jouée avec succès.
Alain Laurent, auteur discret, doué, sensible, a écrit des pièces intimistes, douces-amères avec un incontestable talent de dialoguiste où il pose dans un ton tragicomique tous les problèmes de la vie ce qui explique le succès de ses pièces.
Il a laissé des nouvelles, beaucoup de poèmes, des œuvres inachevées et une abondante correspondance.
Alain Laurent a joué une soixantaine des pièces et tourné dans une dizaine de téléfilms a beaucoup travaillé avec France Culture et a fait un peu des radios.
Il a animé des spectacles Inter-Scolaire en espagnol qui ont été primés chaque année à Versailles lors du concours national au théâtre Montansier.
Il a animé le « club théâtre » des équipes d'accueil et d'amitié pour les étudiants étranger rue Gay Lussac à Paris.
« Tu es l'auteur le plus discret, le plus attentif, le plus amical que l'on puisse rencontrer.

Ce fut pour moi un merveilleux travail, mais avec la matière que j'avais, tout me fut plus facile » M.Cuvelier
Il est édité par la Librairie Théâtrale, à Paris et traduit en plusieurs langues.
Une exposition a été organisée en 2011 par la Bibliothèque municipale de Bordeaux pour rendre hommage à sa carrière.